# Ekklesiastisch
Der Begriff ekklesiastisch (kirchlich, von griechisch ekklesia, der Herausgerufene) ist eine der Selbstbezeichnungen der frühen Christen, mit der sie dem Glauben Ausdruck verleihen wollten, dass Gott sie aus ihrem alten, für Gottes Willen tauben in ein neues, für Gottes Anspruch offenes Leben berufen hat.
Ekklesiastische Aktion ist ein 1970 uraufgeführtes Werk von Bernd Alois Zimmermann.